# Linea Northstar
La linea Northstar è il servizio ferroviario suburbano a servizio della città di Minneapolis e delle contee di Hennepin, Anoka e Sherburne, nello Stato del Minnesota. Si compone di una sola linea che collega le stazioni di Minneapolis-Target Field e Big Lake sviluppandosi per 64 km con un totale di 7 stazioni.
La pianificazione della linea ebbe inizio nel 1997, con la creazione della Northstar Corridor Development Authority. Il 16 novembre 2009 la linea venne aperta al pubblico, trasportando nei primi 15 giorni 33 112 passeggeri.

## Il servizio
Il servizio della linea è attivo sette giorni su sette. Dal lunedì fino al venerdì e si compone di 6 corse giornaliere per direzione, mentre il sabato e la domenica di 3 corse per direzione.